# Cagliari Pallavolo 2004-2005

## Risultati
- 2^ in Serie A2, promossa in Serie A1.
- Semifinali di Coppa Italia Serie A2.

## Rosa
Elenco dei giocatori della Volley Cagliari nella stagione 2004/05.
| Casa | Trasferta/Libero |